# 마이차오 (바둑 기사)
마이차오(중국어: 马逸超, 병음: Ma Yichao, 한자음: 마일초, 1998년 1월 ~ )는 중화인민공화국의 바둑 기사이다. 장쑤성 쉬저우시 출신으로 중국기원 소속의 5단이다.

## 경력
장쑤성 쉬저우시에서 태어났다. 2012년에 프로바둑에 입단했다. 2014년 제8회 이광배 신예전에서 리웨이칭과 셰얼하오, 구쯔하오를 연속해서 누르고 결승에 진출했지만 황윈쑹에게 패해 준우승에 머물렀다. 2014년 갑조리그에 출전하여 3승 10패, 2016년 0승 5패, 2017년 4승 9패를 기록했다. 2017년 제3회 몽백합배 세계 바둑 오픈전 예선에서 자오바오룽과 류위, 이주형, 차이징을 잇달아 누르고 본선 64강에 진출했지만 저우루이양에게 패해 탈락했다. 2017년 5단으로 승단했다.